# غوست هاوس بيكتشرز
صور بيت الأشباح (بالإنجليزية: Ghost House Pictures)‏ هي شركة أمريكية لإنتاج الأفلام والتلفزيون تأسست عام 2002 على يد سام رايمي وروبرت تابيرت. أنتجت أفلامًا مرعبة منها الحقد و30 يومًا من الليل واسحبني إلى الجحيم والشر المميت (فيلم 2013) و لا تتنفس.